# Marta Wang Luo Mande
Św. Marta Wang Luo Mande (chiń. 婦王羅曼德) (ur. 1812 r. w Zunyi, prowincja Kuejczou w Chinach – zm. 29 lipca 1861 r. w Qingyanzhan) – święta Kościoła katolickiego, męczennica.

## Życiorys
Wang Luo Mande urodziła się w mieście Zunyi w prowincji Kuejczou. Po ślubie mieszkała z mężem w małym gospodarstwie warzywnym w Qingyian. Ponieważ nie mieli dzieci, adoptowali dwóch bratanków. Wkrótce po tym jej mąż zmarł, a adoptowani synowie zaczęli żyć rozrzutnie, marnotrawiąc wszystkie jej oszczędności. W końcu opuścili dom, a ona przeniosła się za południową bramę miasta, gdzie prowadziła małą gospodę i w wolnym czasie produkowała buty ze słomy. W 1852 r. przybył tam katolik z Yaojiguan i wygłaszał kazania. Wtedy Wang Luo Mande zainteresowała się wiarą chrześcijańską. Zaczęła chodzić do Yaojiaguan każdego dnia, żeby uczyć się katechizmu. Została ochrzczona w Boże Narodzenie. Następnie przeprowadziła się do Guiyang, gdzie zaczęła pracować w konwencie dla dziewcząt. Pomagała w gotowaniu i praniu. Po założeniu wyższego seminarium w Yaojiaguan przez biskupa Hu w 1857 r. jego rektor ojciec Bai zatrudnił ją do kierowania kuchnią. W tym samym roku rozpoczęły się prześladowania religijne w Chinach. Uwięziono Józefa Zhang Wenlan, Pawła Chen Changpin i Jana Chrzciciela Luo Tingyin. Zamknięto ich w starej opuszczonej świątyni, byli oni żywieni z jej kuchni, a w dodatku prała ich ubrania pomimo szyderstw i upokorzeń ze strony strażników. Gdy prowadzono ich na miejsce stracenia, Marta Wang Luo Mande poszła za nimi i również została ścięta. Następnego dnia katolik Cheng Lelun zabrał ich ciała, żeby je pochować w seminarium.

## Dzień wspomnienia
9 lipca w grupie 120 męczenników chińskich.

## Proces beatyfikacyjny i kanonizacyjny
Razem z Józefem Zhang Wenlan, Pawłem Chen Changpin i Janem Chrzcicielem Luo Tingyin należy do grupy męczenników z Qingyanzhen (prowincja Kuejczou). Zostali oni beatyfikowani 2 maja 1909 r. przez Piusa X. Kanonizowani w grupie 120 męczenników chińskich 1 października 2000 r. przez Jana Pawła II.